# Kaphase

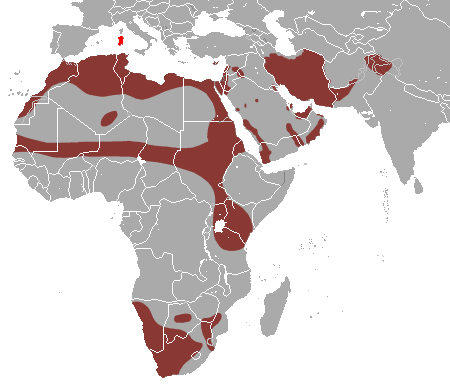
Verbreitungsgebiet des Kaphasen

Der Kaphase (Lepus capensis) ist eine Säugetierart aus der Familie der Hasen (Leporidae). Er ist im nördlichen Afrika, in der Sahelzone, in Ostafrika und im südlichen Afrika, sowie auf der Arabischen Halbinsel und im Iran verbreitet. In Australien wurde er eingeführt. Der Kaphase wird manchmal auch als Wüstenhase bezeichnet. Dies ist jedoch auch der deutsche Trivialname für Lepus tibetanus.

## Beschreibung
Das Fell des Kaphasen ist an der Oberseite graubraun gefärbt und hat schwarze Sprenkelungen, die Unterseite ist weißlich. Die Oberseite des buschigen Schwanzes ist schwarz, die Unterseite ebenfalls weiß. Die langen Ohren haben eine schwarze Spitze. Bei flüchtenden Kaphasen sind die Ohren und der schwarz-weiße Schwanz sehr auffällig. Mit 50 bis 55 Zentimetern Kopfrumpflänge und einem Gewicht zwischen 1,5 und 2,5 Kilogramm ist er kleiner als der europäische Feldhase.

## Lebensweise
Kaphasen bewohnen eine Reihe von trockenen, offenen Lebensräumen wie Grasländer und Halbwüsten, aber auch gebirgige Regionen. Man findet sie auch in Feldern und Plantagen, sie meiden allerdings dichte Wälder. Es sind nachtaktive Tiere, die sich tagsüber in eine Bodenmulde zurückziehen. Diese werden mit den Vorderpfoten in direkter Nachbarschaft von Büschen oder Grasbüscheln ausgescharrt. Nähert sich ein potentieller Fressfeind, legt der Kaphase die Ohren eng an den Körper. Kommt der Eindringling zu nahe, springen die Kaphasen plötzlich aus ihrem Versteck und fliehen mit hoher Geschwindigkeit. Kaphasen können bis zu 60 km/h schnell laufen.  Nachts gehen sie auf Nahrungssuche. Die Nahrung besteht aus pflanzlichen Materialien wie Gräsern und Kräutern, aber auch Beeren und Pilzen. Dank ihrer langen Hinterbeine können sie auf der Flucht vor Fressfeinden sehr schnell laufen, sie können aber auch gut klettern und schwimmen.

## Fortpflanzung
Die Weibchen werfen sechs bis acht mal im Jahr. Die Wurfgröße ist saisonal unterschiedlich und reicht von 1,0 im September bis zu 1,9 im Januar. In höher liegenden Gebieten ist sie etwas geringer als in niedriger gelegenen Arealen. Im Durchschnitt werden 1,5 Junge pro Wurf geboren und insgesamt 11,6 Junge pro Jahr.
Die Tragzeit liegt bei rund 42 Tagen. Neugeborene wiegen etwa 80 bis 130 Gramm, sind behaart und haben offene Augen. Nach drei Wochen nehmen sie erstmals feste Nahrung zu sich, nach vier Wochen werden sie entwöhnt. Mit vier bis fünf Monaten sind sie ausgewachsen und mit rund sieben bis neun Monaten tritt die Geschlechtsreife ein.
Die Lebenserwartung der Kaphasen liegt bei höchstens fünf oder sechs Jahren, viele Tiere überleben allerdings das erste Lebensjahr nicht.

## Bedrohung
Kaphasen haben viele natürliche Feinde, darunter Raubkatzen und Greifvögel. Auch Menschen jagen sie wegen ihres Fleisches und Felles. Aufgrund ihrer großen Fruchtbarkeit zählen sie aber nicht zu den bedrohten Arten.

## Systematik
Die genaue Abgrenzung der Art von anderen Hasenarten ist immer noch umstritten. Früher wurden Kaphasen als konspezifisch mit dem Feldhasen (Lepus europaeus), dem Korsika-Hasen (L. corsicanus), dem Iberischen Hasen (L. granatensis), dem Abyssinischen Hasen (L. habessinicus) und dem in Zentralasien lebenden Tolai-Hasen (L. tolai) betrachtet, heute werden diese Arten als eigenständig angesehen. Auch die Unterart des Kaphasen der Arabischen Halbinsel (L. capensis arabicus) wird manchmal als eigene Art betrachtet. 2019 trennte eine Wissenschaftlergruppe drei nord- und westafrikanische Populationen des Kaphasen als eigenständige Arten ab. Dies sind Lepus mediterraneus in Nordafrika vom nördlichen Marokko bis Ägypten und auf Sardinien, Lepus saharae in der Westsahara, Mauritanien, Senegal und Mali, sowie Lepus schlumbergeri in Marokko und der Westsahara. Wahrscheinlich bilden auch die ostafrikanischen Populationen des Kaphasen eine eigenständige Art und Lepus capensis beschränkt sich auf das südliche Afrika.
Der Artzusatz im wissenschaftlichen Namen ist aus der geografischen Bezeichnung cap (Kap) und der lateinischen Endung -ensis (bewohnt) zusammengesetzt. Er bezieht sich auf das Kap der Guten Hoffnung.

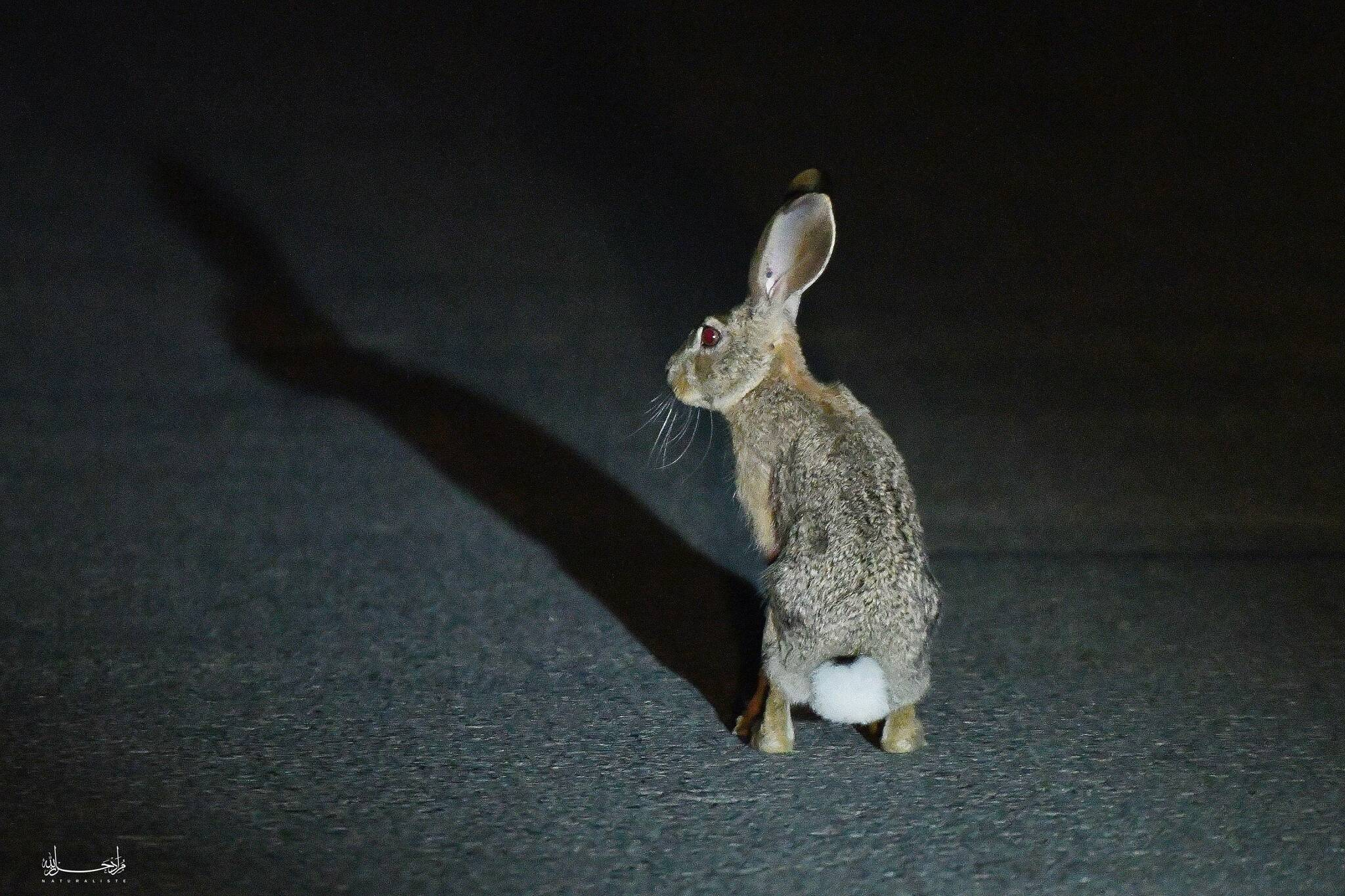
„Kaphase“ in Algerien
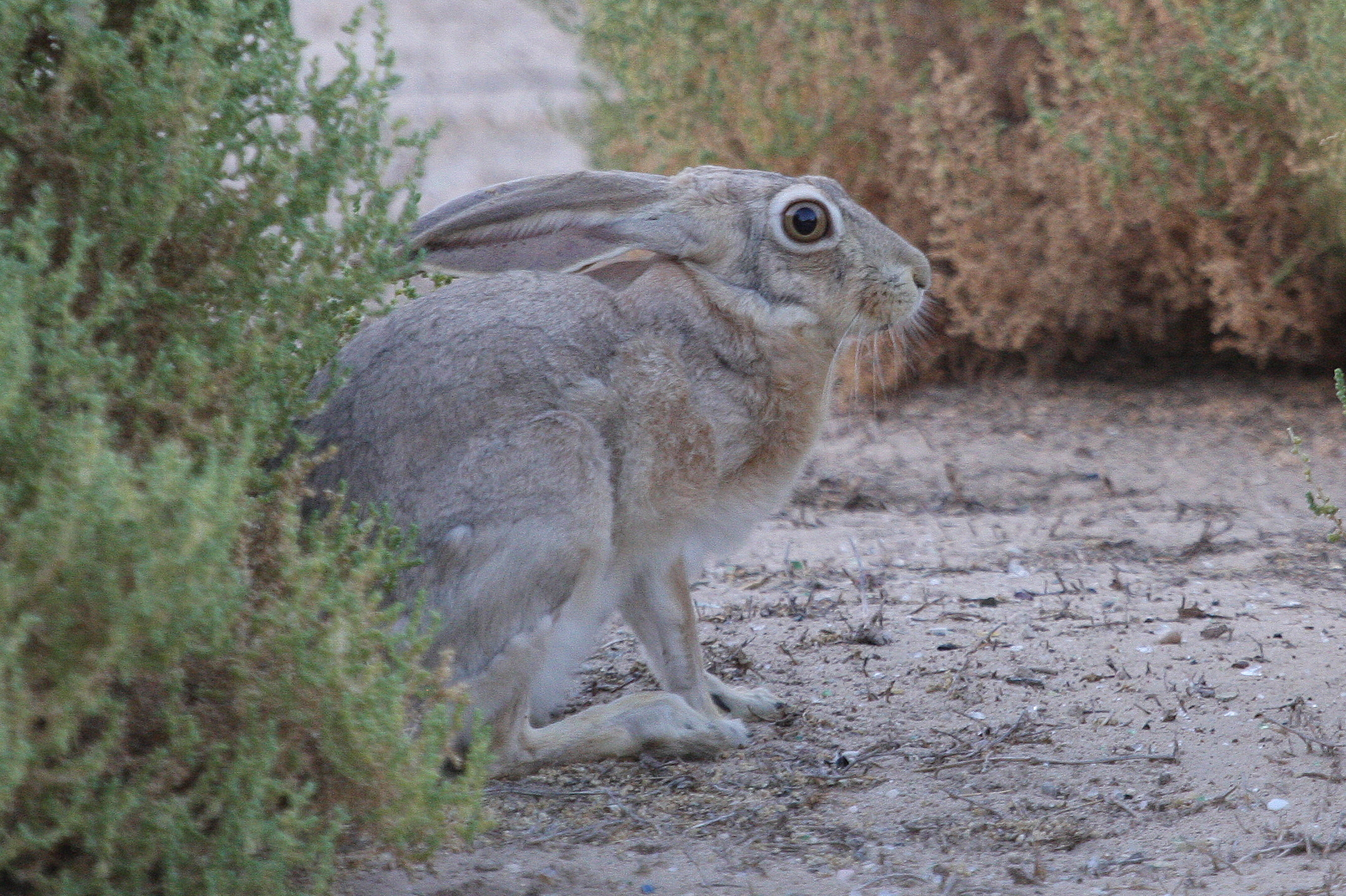
Lepus capensis arabicus
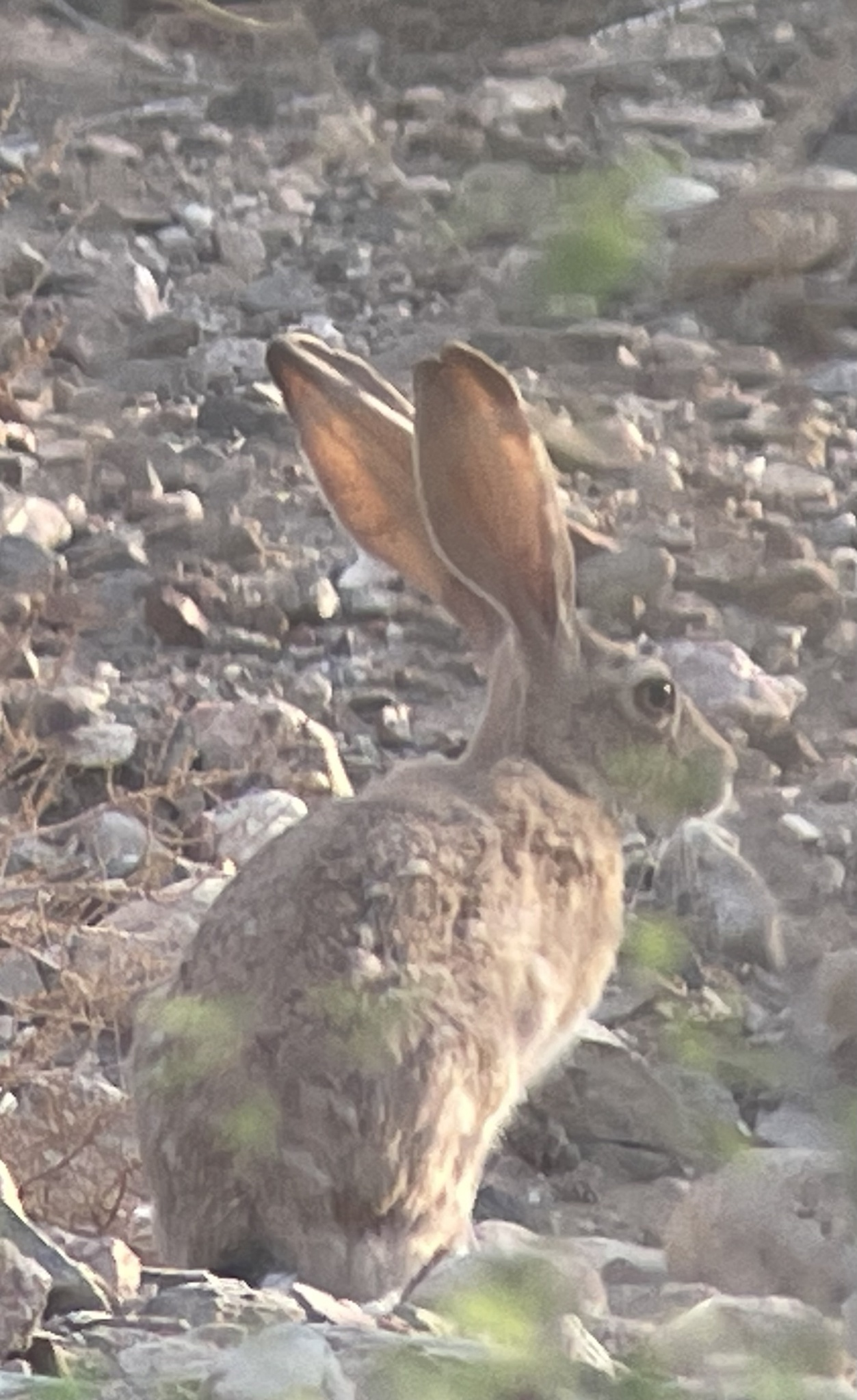
„Kaphase“ in Israel
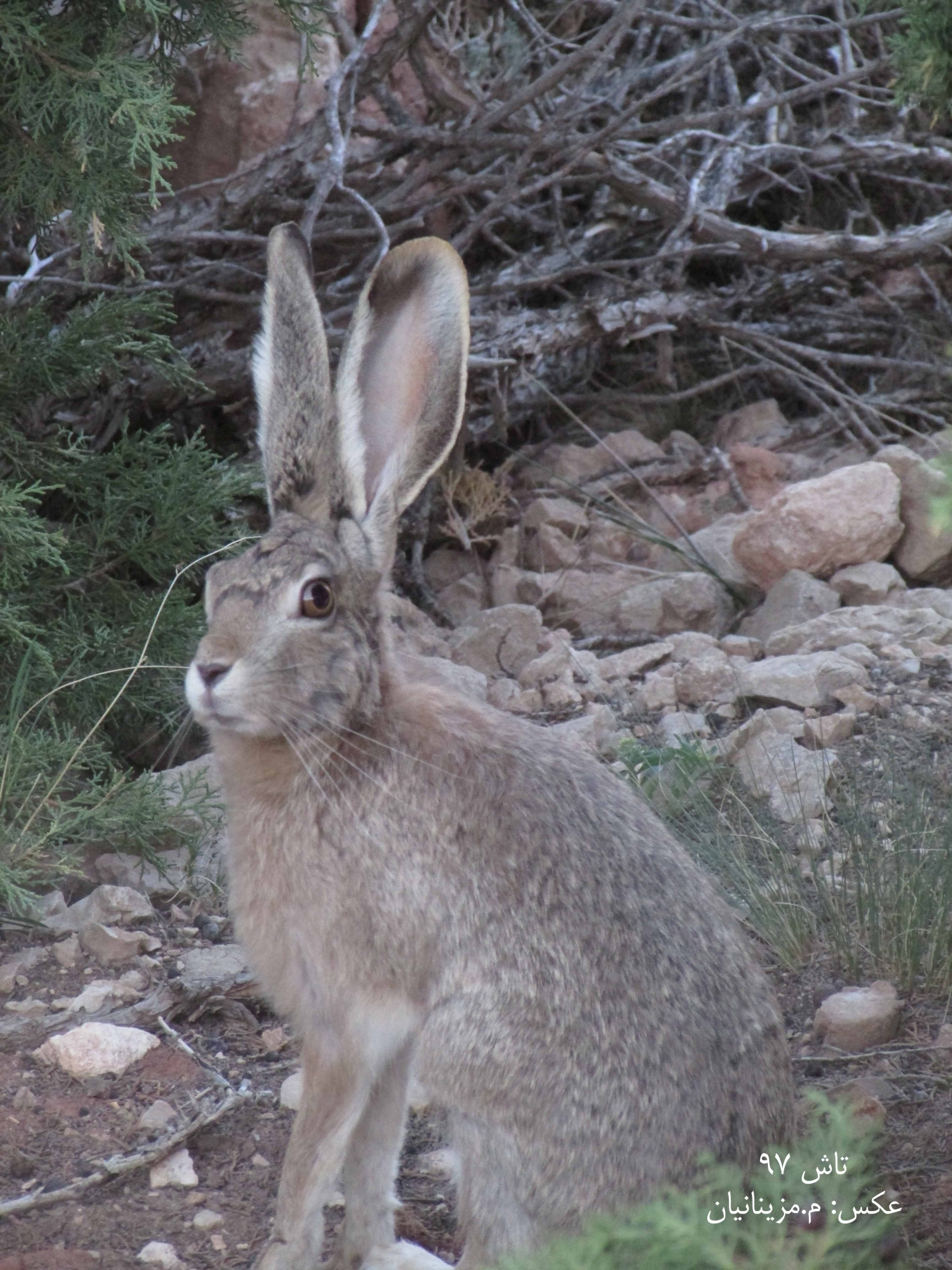
„Kaphase“ im Iran